# Niobnitrid
Niobiumnitrid ist eine anorganische chemische Verbindung des Niobs aus der Gruppe der Nitride.

## Gewinnung und Darstellung
Niobiumnitrid kann durch Reaktion von Niob mit extrem gereinigtem Stickstoff, Ammoniak oder einem Gemisch der beiden Verbindungen dargestellt werden. Da das Nitrid bei hohen Temperaturen überaus empfindlich gegenüber Sauerstoff und Wasser (auch in Spuren) ist, muss das Eindringen von solchen Substanzen (zum Beispiel durch doppelwandige Rohre) verhindert werden.

## Eigenschaften
Mit Nb2N und Nb4N3 und Niobnitrid NbN sind insgesamt drei Niobnitride bekannt. Es sind dunkelgefärbte, halbmetallische Stoffe, wobei Nitride mit hohem Stickstoffgehalt hellere, gelblich graue oder bräunliche Farben haben. Niobnitrid ist ein Supraleiter mit einer Sprungtemperatur von 16,5 K. Die Supraleitung wurde 1941 von Aschermann, Friederich, Justi und Kramer entdeckt. Niobnitrid hat eine hexagonale Kristallstruktur mit der Raumgruppe P63/mmc (Raumgruppen-Nr. 194) (andere Quelle: kubische Natriumchloridstruktur). Bei 1370 °C geht sie in eine andere Kristallstruktur über. Niobnitrid beginnt bei 800 °C an Luft zu oxidieren.

## Verwendung
Niobiumnitrid wird als Detektormaterial für Infrarotdetektoren, für Supraleitende Magnete und für Josephsonkontakte verwendet.